# Programme Grain d'Ukraine
 (août 2023).
La mise en forme du texte ne suit pas les recommandations de Wikipédia : il faut le « wikifier ».
Les points d'amélioration suivants sont les cas les plus fréquents. Le détail des points à revoir est peut-être précisé sur la page de discussion.
- Les titres sont pré-formatés par le logiciel. Ils ne sont ni en capitales, ni en gras.
- Le texte ne doit pas être écrit en capitales (les noms de famille non plus), ni en gras, ni en italique, ni en « petit »…
- Le gras n'est utilisé que pour surligner le titre de l'article dans l'introduction, une seule fois.
- L'italique est rarement utilisé : mots en langue étrangère, titres d'œuvres, noms de bateaux, etc.
- Les citations ne sont pas en italique mais en corps de texte normal. Elles sont entourées par des guillemets français : « et ».
- Les listes à puces sont à éviter, des paragraphes rédigés étant largement préférés. Les tableaux sont à réserver à la présentation de données structurées (résultats, etc.).
- Les appels de note de bas de page (petits chiffres en exposant, introduits par l'outil «  Source ») sont à placer entre la fin de phrase et le point final[comme ça].
- Les liens internes (vers d'autres articles de Wikipédia) sont à choisir avec parcimonie. Créez des liens vers des articles approfondissant le sujet. Les termes génériques sans rapport avec le sujet sont à éviter, ainsi que les répétitions de liens vers un même terme.
- Les liens externes sont à placer uniquement dans une section « Liens externes », à la fin de l'article. Ces liens sont à choisir avec parcimonie suivant les règles définies. Si un lien sert de source à l'article, son insertion dans le texte est à faire par les notes de bas de page.
- La présentation des références doit suivre les conventions bibliographiques. Il est recommandé d'utiliser les modèles {{Ouvrage}}, {{Chapitre}}, {{Article}}, {{Lien web}} et/ou {{Bibliographie}}. Le mode d'édition visuel peut mettre en forme automatiquement les références.
- Insérer une infobox (cadre d'informations à droite) n'est pas obligatoire pour parachever la mise en page.

Pour une aide détaillée, merci de consulter Aide:Wikification.
Si vous pensez que ces points ont été résolus, vous pouvez retirer ce bandeau et améliorer la mise en forme d'un autre article.
Grain d'Ukraine (en ukrainien : Зерно з України et en anglais : Grain From Ukraine program) est un programme alimentaire humanitaire qui a été lancé le 26 novembre 2022, à l'occasion du 90e anniversaire du début de l'Holodomor de 1932-1933, par le président de l'Ukraine, Volodymyr Zelensky, pour fournir des céréales aux pays les plus pauvres d'Afrique. Le programme vise à fournir des céréales à au moins 5 millions de personnes d'ici la fin du printemps 2023.

## Histoire
Avant 2022, l'Ukraine était l'un des principaux fournisseurs de céréales Programme alimentaire mondial et le 4e exportateur mondial de céréales. Le blocus des ports ukrainiens par la flotte de la mer Noire dans les premières semaines de l'invasion à grande échelle a interrompu les exportations de céréales, augmentant rapidement les prix mondiaux des denrées alimentaires et alimentant les crises alimentaires, augmentant considérablement le risque de famine dans les pays les plus pauvres.
Les exportations de céréales de l'Ukraine ont repris dans le cadre de l'Initiative céréalière de la mer Noire en juillet et août 2022. L'initiative a permis l'exportation de 33 millions de tonnes céréales et d'autres denrées agricoles (dont 51 % de mais, 27 % de blé et 11 % de produits à base de tournesol).
Le programme Grain d'Ukraine a été proposé par le Président Volodymyr Zelensky lors du sommet du G20 à Bali en 2022 comme moyen de soutenir les envois humanitaires vers les pays dans le besoin et les producteurs de céréales ukrainiens,. L'initiative a été officiellement lancée le 26 novembre 2022, lors du sommet sur la sécurité alimentaire à Kyïv à l'occasion du 90e anniversaire de l'Holodomor.
Les autorités ukrainiennes ont souligné que le programme Grain d'Ukraine vise à mettre en évidence le rôle de l'Ukraine en tant que membre responsable de la communauté mondiale et à contester la propagande russe qui rejette la responsabilité des crises alimentaires sur l'Ukraine et ses partenaires occidentaux.

## Format
L'objectif du programme Grain d'Ukraine est de prévenir la famine et de fournir de la nourriture à pas moins de 5 millions de personnes dans les pays les plus pauvres d'Afrique et d'Asie, tels que la République démocratique du Congo (RDC), l'Éthiopie, le Soudan, le Sud-Soudan, la Somalie, le Yémen, le Kenya et le Nigéria. Les autorités ukrainiennes ont programmé environ 60 expéditions, chacune fournissant de la nourriture à 90 000 personnes. Les pays donateurs achètent les céréales à partir d'un consortium séparé, accumulant la récolte des petites et moyennes exploitations. Les frais de transport sont couverts par les participants au programme Grain d'Ukraine,,.

## Participants
Fin 2022, les dons ukrainiens au programme s'élevaient à 200 millions de dollars américains en provenance de 30 pays.
- L'Ukraine a acheté 50 000 tonnes de céréales pour les deux premiers navires (environ 420 millions de hrivnas) ; l'Allemagne et le Japon ont payé le fret[11].
- La Commission européenne a fait don de fonds pour acheter 40 000 tonnes de céréales[12]. Cela vient s'ajouter à 1 milliard d'euros fourni dans le cadre du programme d'exportation alimentaire Solidarity Laanes[6].
- L'USAID a fourni 20 millions de dollars en plus des 173 millions de dollars donnés au Programme alimentaire mondial pour acheter des céréales dans le cadre de l'Initiative céréalière de la mer Noire[4] et plus de 11 milliards de dollars d'aide humanitaire fournis aux pays les plus pauvres en 2022[2],[13].
- La Corée du Sud a fait don de 3 millions de dollars via le Programme alimentaire mondial[14].
- La Suède a fait don de 100 millions de SEK (9,5 millions de dollars) en plus des 400 millions de SEK fournis aux 400 millions de SEK fournis précédemment au PAM[15].
- Parmi les autres donateurs figuraient l'Autriche (3,9 millions de dollars), le Royaume-Uni (6 millions de dollars), le Canada (30 millions de dollars), les Pays-Bas (4 millions de dollars)[16], la France (20 millions de dollars)[6], ainsi comme l'Allemagne, le Qatar, la Norvège, la Pologne[17], la Turquie et le Japon[4].

## Résultats
En novembre et décembre 2022, les premières expéditions étaient terminées vers l'Éthiopie et la Somalie, et plusieurs autres navires étaient en route,,,,,.

## Sources et références
1. ↑  Zhuravlyova, « У роковини Голодомору стартувала програма "Зерно з України" », dw.com, Deutsche Welle,‎ 26 novembre 2022.
2. 1 2 3  (en-US) U. S. Embassy Kyiv, « The United States Announces Additional Funding to Deliver Ukrainian Grain to the World’s Most Vulnerable », sur U.S. Embassy in Ukraine, 18 novembre 2022 (consulté le 7 août 2023).
3. ↑  Conseil européen - Conseil de l'Union européenne, « Infographie - Les exportations de céréales ukrainiennes expliquées » , sur consilium.europa.eu, juillet 2023 (consulté le 7 août 2023).
4. 1 2 3 4  (en) « Ukraine ramps up efforts to show its grain feeds the needy | Agri-Pulse Communications, Inc. », sur archive.wikiwix.com (consulté le 7 août 2023).
5. 1 2 3  (ru) Юрий Тарасовский, « Украина запускает гуманитарную "зерновую" программу. Она должна помочь украинским производителям и беднейшим странам », Forbes,‎ 15 novembre 2022 (consulté le 6 janvier 2020).
6. 1 2 3  Giorgio Leali, « Ukraine’s initiative to send grain to Africa gets Western support », Politico, 26 novembre 2022 (consulté le 6 janvier 2023).
7. ↑  (en) Patrick Wintour, « Kyiv opens Grain from Ukraine scheme to get food to Africa’s poorest countries » , sur archive.wikiwix.com, 26 novembre 2022 (consulté le 7 août 2023).
8. ↑  (ru) « Владимир Зеленский – В рамках программы Grain from Ukraine планируем отправить из наших портов по меньшей мере 60 судов в страны, которым угрожают голод и засуха », Interpressnews,‎ 26 novembre 2022 (consulté le 6 janvier 2023).
9. 1 2  (uk) « Программа Grain from Ukraine предусматривает обеспечение зерном минимум 5 млн человек до конца весны-2023 » , sur archive.wikiwix.com,‎ 15 novembre 2022 (consulté le 7 août 2023).
10. ↑  Eliud Kibii, « Ukraine sows its offensive across Africa through grain diplomacy », The Africa Report,‎ 5 décembre 2022 (lire en ligne, consulté le 2 avril 2023)
11. ↑  Валерій Сааков, Лілія Ржеутська, « Grain from Ukraine коштувала Україні 420 мільйонів гривень », DW (consulté le 6 janvier 2023).
12. ↑  « Grain from Ukraine: European Commission pays to ship 40,000 tons of Ukrainian grain via two boats », EU Neighbours East, 28 novembre 2022 (consulté le 6 janvier 2023).
13. ↑  « Administrator Samantha Power at the Grain from Ukraine Initiative Launch », USAID, 26 novembre 2022 (consulté le 6 janvier 2023).
14. ↑  « Korean Government to Join "Grain from Ukraine" Initiative », Ministry of Foreign Affairs, Republic of Korea, 29 novembre 2022 (consulté le 6 janvier 2022).
15. ↑  « Ukrainian grain alleviates the global hunger crisis », Ministry for Foreign Affairs of Sweden, 15 décembre 2022 (consulté le 6 janvier 2023).
16. ↑  « Launch of "Grain from Ukraine" Program », Ministerie van Landbouw, Natuur en Voedselkwaliteit, 23 novembre 2022 (consulté le 6 janvier 2023).
17. ↑  Dominic Culverwell, « Ukraine launches "Grain From Ukraine" scheme », bne Intellinews, 28 novembre 2022 (consulté le 6 janvier 2023).
18. ↑  « Second batch of Ukrainian grain delivered to Somalia as part of Grain from Ukraine progra », Ukrinform, 30 décembre 2022 (consulté le 6 janvier 2023).
19. ↑  « Another 60 thsd tonnes of Ukrainian agricultural products purchased under Grain from Ukraine program », APK Inform, 6 janvier 2023 (consulté le 6 janvier 2023).
20. ↑  Леонид Уварчев, « В Эфиопию прибыло первое судно с украинским зерном по программе Grain from Ukraine », Коммерсантъ,‎ 4 décembre 2022 (consulté le 6 janvier 2021).
21. ↑  « Сумма взносов на программу Grain from Ukraine достигла около $190 млн – Кулеба », Гордон,‎ 6 décembre 2022 (consulté le 6 janvier 2023).